# William Henry Chamberlin

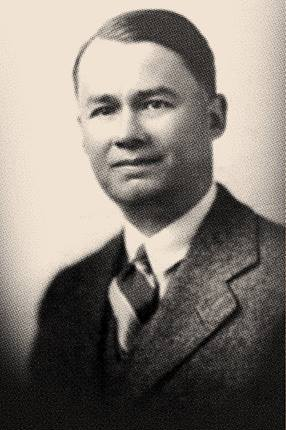
William Henry Chamberlin

William Henry Chamberlin (ur. 17 lutego 1897, zm. 12 września 1969) – amerykański historyk i dziennikarz, badacz dziejów Rosji. 

## Życiorys
Absolwent Haverford College. W latach 1922–1934 był moskiewskim korespondentem pisma „The Christian Science Monitor”. Był początkowo marksistą i sympatykiem komunizmu. Podczas swojego pobytu w ZSRR stał się gorącym antykomunistą. Zyskał sławę za książkę o rewolucji bolszewickiej (The Russian Revolution 1917–1921). W jednej z broszur poświęcił uwagę Polsce: Some truths about Poland (1945). Był założycielem i redaktorem pisma „The Russian Review” (od 1946).  

## Wybrane publikacje
- Soviet Russia: A Living Record and a History Little, Brown & Company, 1930.
- Russia's Iron Age (1934).
- The Russian Revolution 1917–1921 (1935).
- Collectivism: A False Utopia (1937).
- The Confessions of an Individualist (1940).
- The World's Iron Age (The Macmillan Company, New York) 1941.
- Canada, Today and Tomorrow (1942).
- The Russian Enigma (1943).
- The Ukraine: A Submerged Nation (The Macmillan Company, New York) 1944.
- America: Partner in World Rule (Vanguard Press, 1945).
- Blueprint for World Conquest 1946.
- The European Cockpit (The Macmillan Company, New York City) 1947.
- The Evolution of a Conservative 1959.
- America's Second Crusade. Chicago: Regnery, 1962.
- Appeasement: Road to War. 1962.
- The German Phoenix (1965).
- Beyond Containment. Chicago: Regnery, 1983.
- Japan Over Asia
- Soviet Planned Economic Order
- World Order or Chaos